# کوتمان قدیربکوف
کوتمان قدیربکوف (انگلیسی: Kutman Kadyrbekov؛ زادهٔ ۱۳ ژوئن ۱۹۹۷) بازیکن فوتبال اهل قرقیزستان است.
وی همچنین در تیم ملی فوتبال قرقیزستان بازی کرده‌است.